# 老挝竹属
老挝竹属（学名：Laobambos）是禾本科下的一个属。

## 下属物种
本属包括以下物种：
- 多浆老挝竹 Laobambos calcareus Haev., Lamxay & D.Z.Li[2]